# Adam Niemczewski
Adam Niemczewski (ur. 23 grudnia 1968 w Białymstoku) – polski prawnik i urzędnik państwowy, w latach 2020–2024 szef Kancelarii Senatu.

## Życiorys
Ukończył studia na Wydziale Prawa i Administracji Uniwersytetu Warszawskiego, a także studia podyplomowe w Szkole Głównej Handlowej w Warszawie. Uzyskał uprawnienia radcy prawnego. Od 1995 zawodowo związany z Kancelarią Senatu. Pracował jako legislator w Biurze Legislacyjnym, od 2007 pełnił funkcję zastępcy dyrektora biura. Wykładowca kursów doskonalenia zawodowego legislatorów, a także członek Polskiego Towarzystwa Legislacji, był członkiem zarządu i skarbnikiem tej organizacji.
W sierpniu 2020 marszałek Senatu Tomasz Grodzki powołał go na szefa Kancelarii Senatu. Zastąpił na tej funkcji Piotra Świąteckiego. W marcu 2024 na tej funkcji zastąpiła go Ewa Polkowska.